# Agnoli (cognome)
Agnoli è un cognome di lingua italiana.

## Varianti
Agnoletti, Agnoletto, Agnolin, Agnolini, Agnolo, Agnolon, Agnoloni, D'Agnolo, De Agnoli, Dell'Agnol, Dell'Agnola.

## Origine e diffusione
Cognome tipicamente veneto, è presente prevalentemente nel bellunese e veronese, con ceppi anche nel parmense e piacentino e nel frusinate.
Potrebbe derivare da Agnolo, variante del nome Angelo.
In Italia conta circa 294 presenze.
La variante Agnoletti compare a Forlì, Ravenna, Rimini, Arezzo e Firenze; Agnoletto è veneziano e trevigiano; Agnolin è tipico del Triveneto e soprattutto delle province di Verona e Vicenza; Agnolini è veronese; Agnolo è veronese e trentino; Agnolon compare nel pordenonense, veneziano e padovano; Agnoloni è fiorentino; D'Agnolo è pordenonense e triestino; De Agnoli è veneto.

## Persone
- Francesco Agnoli – giornalista e scrittore italiano
- Francesco Mario Agnoli – magistrato e saggista italiano
- Mario Agnoli – ingegnere e politico italiano
- Sergio Agnoli – atleta italiano
- Valerio Agnoli – ciclista italiano